# Минаков, Владимир Фёдорович
Владимир Фёдорович Минаков (род. 21 мая 1955)  — советский и российский учёный, специалист в области информатики, доктор технических наук, профессор.

## Образование
В 1977 году окончил факультет энергетики, машиностроения и транспорта Ставропольского государственного политехнического института.
В 1985 году защитил диссертацию на соискание ученой степени кандидата технических наук по специальности 05.14.02 Электрические станции и электроэнергетические систем , тема "Релейная защита турбогенератора с частотно-тиристорным пуском" (Новочеркасск), затем, в 1999 году,  по той же специальности защитил диссертацию на соискание ученой степени доктора технических наук, тема: "Обобщение моделей и характеристик работы трехфазных электродвигателей в сетях 0,4 и 6 кВ и совершенствование средств их релейной защиты"(Новочеркасск).

## Преподавательская и административная работа в высшей школе
В 1977—1988 годах работал ассистентом на кафедре Ставропольского политехнического института. В 1988-2020 гг.  — доцент Ставропольского государственного аграрного университета. В Ставропольском государственном университете до 2006 года исполнял обязанности заведующего кафедрой, профессора.
В настоящее время работает в Санкт-Петербургском государственном экономическом университете профессором кафедры информатики факультета информатики и прикладной математики.

## Научная работа
Профессор В. Ф. Минаков является автором более 200 научных и научно- и учебно-методических трудов (монографий, статей в ведущих отечественных и зарубежных научных журналах, учебников и учебных пособий). Индекс Хирша  — 47.
Под научным руководством ученого защищаются диссертации на соискание ученой степени кандидата и доктора технических наук.

## Труды
- Эконометрика : учеб. пос. для студ. вузов ... по экон. спец. / В. Ф. Минаков [и др.]; Ставропольский гос. ун-т. - Ставрополь : Мир Данных, 2007. - 129 с.; ISBN 978-5-91042-035-3
- Цифровая конвергенция в экономике : монография / Трофимов В. В., Трофимова Л. А., Минаков В. Ф. [и др.] ; под редакцией В. В. Трофимова, В. Ф. Минакова ; Санкт-Петербургский гос. экон. ун-т", Каф. информатики. - СПб. : Изд-во СПбГЭУ, 2019. - 150 с.; ISBN 978-5-7310-4863-7

## Награды
- Почетный работник высшего профессионального образования Российской Федерации;
- Юбилейная медаль «За доблестный труд. В ознаменование 100-летия со дня рождения Владимира Ильича Ленина»,
- Лауреат премии Ленинского комсомола Ставрополья;